# Vaughn Wilson
Vaughn Wilson est un acteur américain né le 24 décembre 1976 à Wilmington (Caroline du Nord), la ville dans laquelle se tourne la série Les Frères Scott, il y joue Fergie l'ami d'enfance de Lucas, il n'a pas d'histoire à lui mais apparait dans la série jusque dans la saison 7.

## Filmographie
- 2005 : Strike the Tent
- 2007 : Wait
- 2008 : Whispers
- 2003- 2010 : Les Frères Scott
- 2009 : Mississippi Damned